# St. Johannes der Täufer (Kronach)

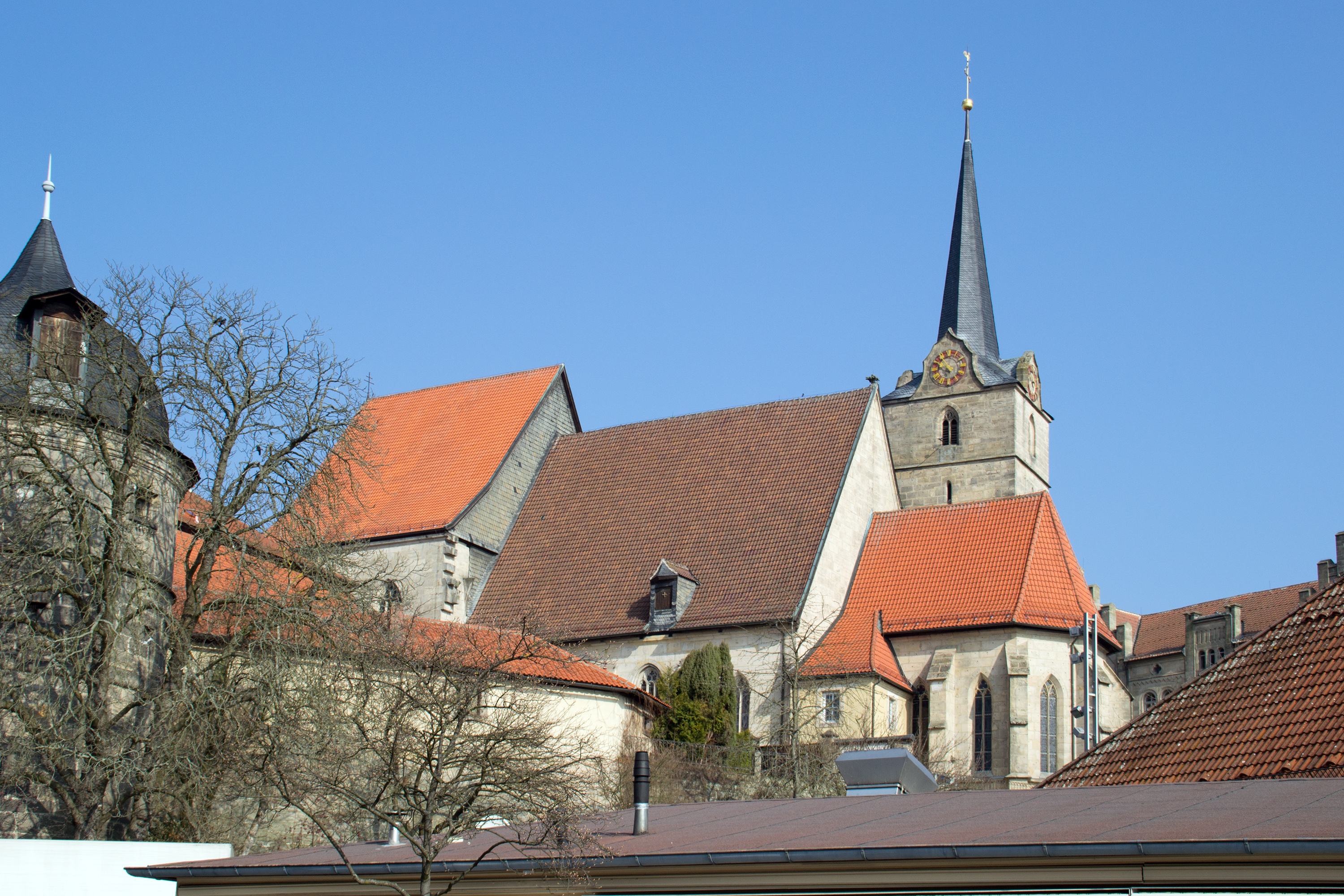
St. Johannes der Täufer vom Hussitenplatz gesehen

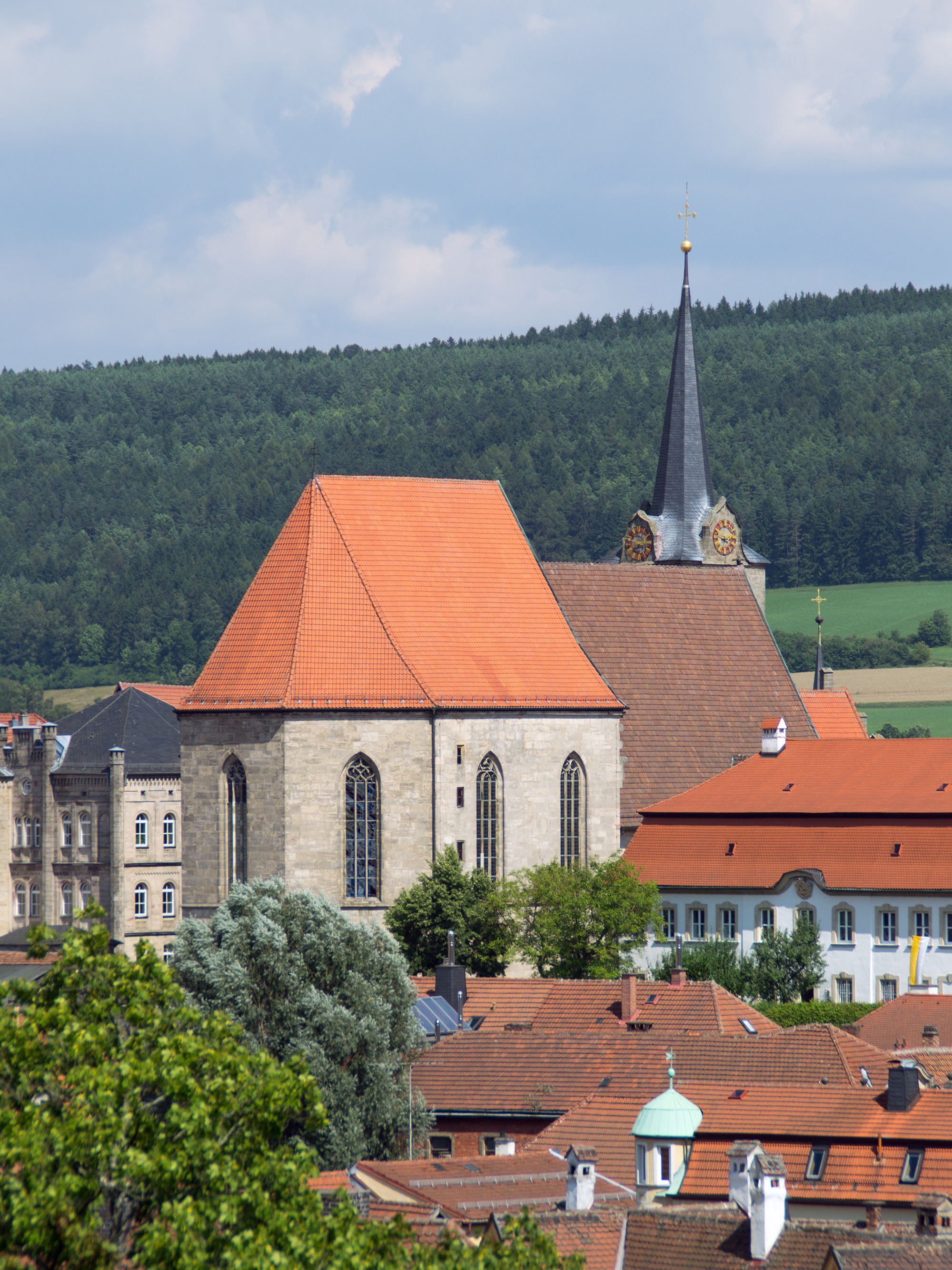
Chorartiger Westbau der Kirche

Die römisch-katholische Stadtpfarrkirche St. Johannes der Täufer steht an der Südseite des Melchior-Otto-Platzes in der oberfränkischen Stadt Kronach. Das in Teilen bereits aus dem 14. Jahrhundert stammende und heute unter Denkmalschutz stehende Bauwerk ist dem Heiligen Johannes der Täufer geweiht.

## Geschichte

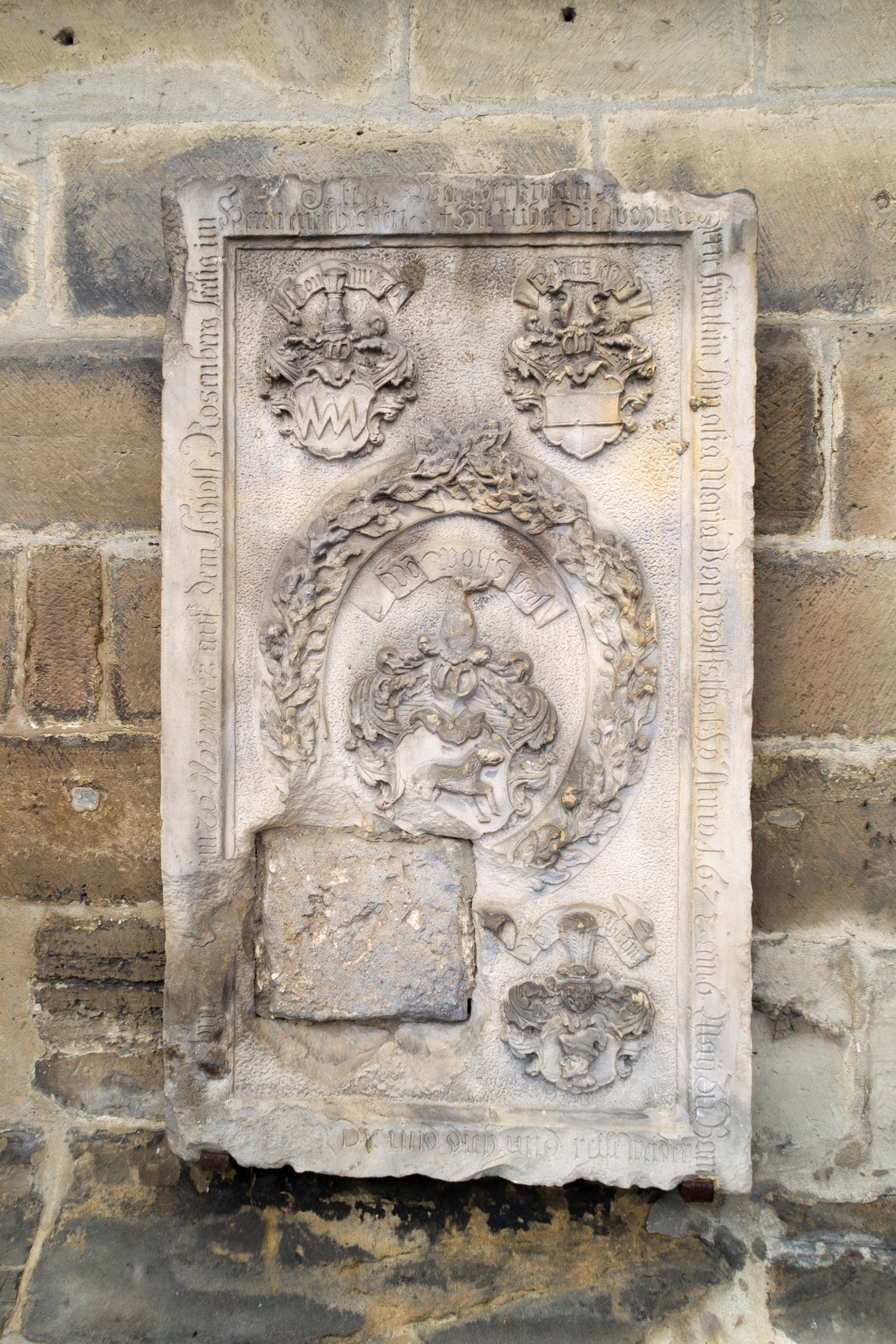
Grabplatte der Amalia Maria von Wolfsthal

Die Existenz einer Pfarrei ist in Kronach bereits für die zweite Hälfte des 12. Jahrhunderts belegt. Hierzu gehörte auch ein Kirchengebäude, das sich vermutlich am Standort der heutigen Johanneskirche befand und dessen Hauptbau zu Beginn des 15. Jahrhunderts einstürzte. Die heutige Pfarrkirche wurde im Wesentlichen in drei Bauphasen errichtet. Bereits im frühen 14. Jahrhundert entstanden der Chorbereich und der untere Teil des Turmes, der 1345 eine Höhe von vier Geschossen erreichte. Nach dem Einsturz des Vorgängerbaus im Jahr 1404 entstand zwischen 1406 und 1408 das dreischiffige Langhaus und um 1510/20 wurde mit der Errichtung des chorartigen Westbaus begonnen. Dessen Fertigstellung zog sich jedoch bis 1630 hin, da der Bau der Kronacher Johanneskirche – wie bei vielen anderen in dieser Zeit entstandenen Kirchen – über den Handel mit Ablassbriefen finanziert wurde. Durch die Reformation kam dieser Handel zum Erliegen, wodurch die erforderlichen Geldmittel fehlten. Dem Kirchturm wurden zwischen 1551 und 1558 durch Baumeister Matthes Schmidt zwei weitere Geschosse und ein Spitzhelm aufgesetzt. Im Jahr 1770 wurde an der Südseite des Chores ein Sakristeigebäude angefügt.
Um die Kirche herum befand sich in früherer Zeit ein Friedhof, worauf zahlreiche Inschriften in der Kirchenmauer hinweisen. Die im 16. Jahrhundert in unmittelbarer Nachbarschaft der Johanneskirche errichtete Annakapelle diente als Friedhofskapelle und Beinhaus für den Friedhof, bis dieser im 19. Jahrhundert aus Platzmangel durch einen neuen, außerhalb der Kronacher Altstadt gelegenen Friedhof ersetzt wurde. Auch die Kirche selbst diente als Grabstätte für Geistlichkeit und Adel, wie die inzwischen an der östlichen Außenwand des Chores angebrachte Grabplatte der Amalia Maria von Wolfsthal (gestorben 1688) und entsprechende Funde bei Renovierungsarbeiten im Jahr 1957 belegen.
Von Ende August 2018 bis Anfang Juni 2019 wurden an der Westfassade und am Dach des Kirchenschiffes Sanierungsarbeiten durchgeführt. Bei Untersuchungen am Sandsteinmauerwerk waren Schäden festgestellt worden, die die Statik des Gebäudes hätten beeinträchtigen können. Im Zuge von Sanierungsmaßnahmen zur Stabilisierung der Dachkonstruktion in den Jahren 1976/77 waren Schäden am Mauerwerk lediglich kosmetisch beseitigt worden. Die Sanierung sollte ursprünglich im November 2018 abgeschlossen sein. Jedoch wurde beim Öffnen der Traufe festgestellt, dass die Arbeiten am Dach des Gebäudes in den 1970er Jahren teilweise nicht mit der notwendigen Sorgfalt durchgeführt wurden, was zu weiteren Schäden an der Dachkonstruktion führte. Durch die erforderliche Beseitigung dieser Schäden wurde die Sanierung des Kirchengebäudes erst im Juni 2019 abgeschlossen.

## Architektur

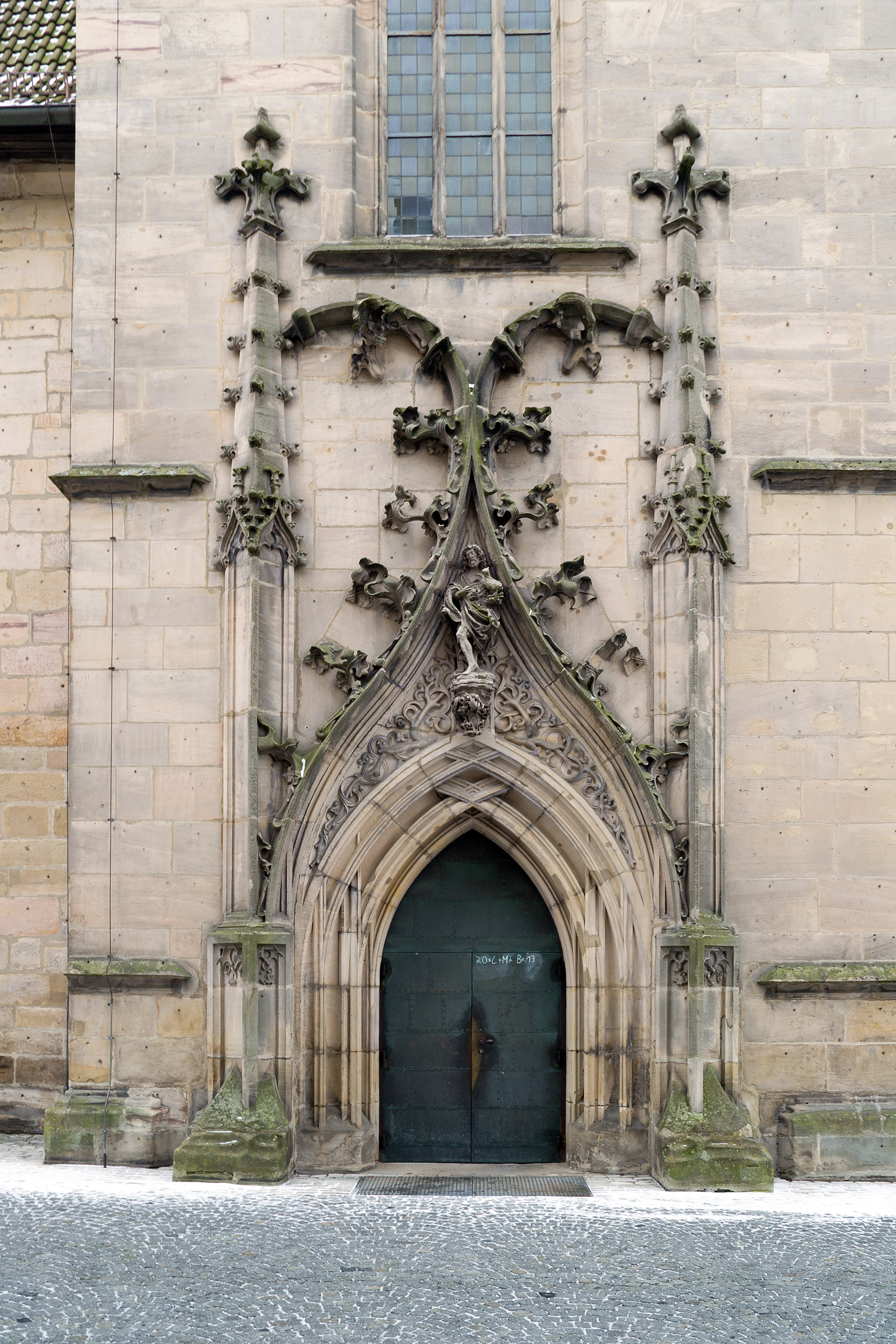
Johannesportal an der Nordseite der Kirche

Die Stadtpfarrkirche St. Johannes der Täufer ist eine aus Sandsteinquadern hauptsächlich im Stil der Gotik errichtete Hallenkirche mit dreischiffigem Langhaus. Östlich des Langhauses befindet sich der eingezogene Chor mit Fünfachtelschluss, an dessen Nordseite der etwa 35 Meter hohe Kirchturm mit Spitzhelm und an der Südseite ein Sakristeigebäude. Im Westen schließt sich an das Langhaus der ebenfalls chorartige Westbau an. An dessen Nordseite befindet sich das bereits 1498 von Hans Hartling angefertigte, aufwendig gearbeitete Johannesportal, das dem erst gut ein Jahrzehnt später begonnenen Westbau wohl nachträglich angefügt wurde. Das von zwei Fialen flankierte spitzbogige Portal wird von einem schwungvoll verlaufenden, mit Krabben verzierten Kielbogen umschlossen. Auf einer Konsole im Giebelfeld steht die Figur des heiligen Johannes, bei der es sich jedoch um eine Nachbildung handelt. Die originale Sandsteinfigur befindet sich als Leihgabe der Katholischen Kirchenstiftung in der Fränkischen Galerie auf der Festung Rosenberg. Weitere, einfacher gehaltene Portale führen an der Westseite des Westbaus und an der Nord- und der Südseite des Langhauses in den Innenraum.

## Ausstattung
Die Innenausstattung von St. Johannes wurde im Laufe der Zeit mehrmals verändert. Ursprünglich der Bauzeit der Kirche entsprechend im Stil der Gotik gehalten, wurde der Innenraum nach Vollendung des Westbaus in den 1650er und 1660er Jahren mit einer barocken Ausstattung versehen. Unter anderem wurden hierbei im Bereich des Chores und des vorderen Langhauses Wand- und Deckengemälde angebracht und im Chor ein neuer, von Hans Georg Brenck und Hans Georg Schlehendorn geschaffener Hochaltar mit einem Altarbild von Oswald Onghers aufgestellt. 1657 wurde die Orgel von ihrem vorherigen Standort auf einem kleinen Balkonerker im Chor auf eine neue, fünfeckige Orgelempore an der Westwand der Kirche versetzt und durch Matthias Tretzscher ausgebaut.
Die Wand- und Deckengemälde wurden zu Beginn des 19. Jahrhunderts wieder übertüncht. Von der Mitte bis zum Ende des 19. Jahrhunderts wurden die barocken Elemente weitgehend wieder aus der Kirche entfernt und durch eine der Stilrichtung der Neugotik entsprechende Einrichtung ersetzt. Ab 1861 erfolgte zunächst die Beseitigung nahezu aller Grabdenkmale in der Kirche, danach wurde der Innenraum auf Grundlage eines Gutachtens von Georg Gottfried Kallenbach umgestaltet. Dies umfasste die Entfernung der Farbschichten an den Wänden, die Verlegung eines neuen Bodenpflasters und die Erneuerung zahlreicher Fenster, der Beichtstühle, der Chorschranken und des Kirchengestühls. Für die neu angeschaffte Orgel der Firma G. F. Steinmeyer & Co. wurde 1866 die kleinere, fünfeckige Orgelempore abgebrochen und durch eine neue, die gesamte Breite der Kirche einnehmende Empore ersetzt. In den Jahren 1890/91 erfolgten nach Plänen von Georg Dengler weitere Umgestaltungen: Der Haupt- und die Seitenaltäre wurden ersetzt, die Wände wurden mit Schablonenmalereien versehen und die Kirche erhielt eine gotische Kanzel und neue bunt bemalte Glasfenster.
Im Jahr 1927 erhielt St. Johannes eine Orgel der Firma Dietmann aus Lichtenfels. 1947 wurden die während des Zweiten Weltkriegs zerstörten Fensterscheiben durch einfacher gestaltete Scheiben mit gedeckten Farben ersetzt und die neugotischen Schablonenmalereien wieder übertüncht. Bei Ende der 1950er Jahre durchgeführten Renovierungsarbeiten wurden die abwertend als Schreinergotik bezeichneten neugotischen Objekte zugunsten einer Regotisierung der Kirche wieder entfernt. Ein Teil der neugotischen Ausstattung kehrte jedoch im Zuge einer Ende der 1970er Jahre erfolgten Renovierung des Bauwerks mit teilweiser Umgestaltung des Innenraumes wieder in die Kirche zurück. Am 18. Juli 1993 erhielt die Kirche eine neue Orgel der Firma Hey Orgelbau.

### Glocken
Das Geläut der Johanneskirche besteht aus fünf Glocken:
| Nr. | Name                    | Gussjahr, Gusszeit | Gießer, Gussort         | Masse (kg) | Schlagton | Schlagwerk    |
| --- | ----------------------- | ------------------ | ----------------------- | ---------- | --------- | ------------- |
| 1   | St. Marien              | 1651               | Andreas Limmer, Kronach | ≈ 2280     | h0        | Stunde        |
| 2   | St. Michael             | 1652               | Andreas Limmer, Kronach | ≈ 1100     | e1        |               |
| 3   | St. Laurentius          | 1651               | Andreas Limmer, Kronach | ≈ 1100     | a1        | Viertelstunde |
| 4   | Messglöcklein           | 1300–1400          | unbekannt               | ≈ 115      | fis2      |               |
| 5   | St. Johannes der Täufer | 1789               | I. Keller, Bamberg      | ≈ 53       | a2        |               |

## Ölberg
An der Nordseite des Langhauses, in einer Nische links neben dem Johannesportal, war ursprünglich ein im Kern spätmittelalterliches kapellenartiges Gewölbe mit einer 1714 vom Bamberger Hofbildhauer Johann Nikolaus Resch geschaffenen Darstellung der Ölberg-Szene angebaut. Im Jahr 1864 wurde der Ölberg von dort entfernt und um etwa 20 Meter an den heutigen Standort direkt an der Stadtmauer an der Westseite des Melchior-Otto-Platzes versetzt. Die beiden Statuen an den Seiten des Bauwerks, der unter dem Kreuz gefallene Christus und die Schmerzhafte Muttergottes, gehörten nicht von Anfang an zum Ölberg; sie flankierten ursprünglich den Eingang des Kirchhofes, der St. Johannes früher umgab.